# Frank J. Selke

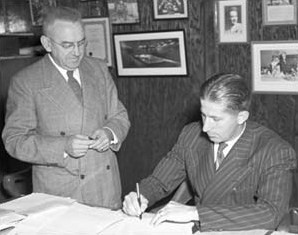
Frank J. Selke (links) mit Elmer Lach (1942)

Francis „Frank“ J. Selke (* 7. Mai 1893 in Berlin, Ontario; † 3. Juli 1985) war ein kanadischer Eishockeymanager und -trainer.

## Karriere
Bereits im Alter von 14 Jahren übernahm Frank J. Selke das Management des Eishockeyteams Iroquois Bantams und mit 26 Jahren führte er die University of Toronto als Trainer zum Sieg beim erstmals ausgetragenen Memorial Cup.
Ins große Geschäft stieg er schließlich ein, als Conn Smythe die Toronto Maple Leafs 1927 kaufte und Selke zum Assistenz-General Manager machte. Auch als Trainer feierte er weiterhin Erfolge und gewann mit den Toronto Marlboros, dem Nachwuchsteam der Maple Leafs, seinen zweiten Memorial Cup. Bei den Maple Leafs war Selke dafür bekannt ein gutes Auge für junge Talente zu haben, die er in die NHL holte und half Smythe besonders stark bei der Realisierung des Maple Leaf Gardens.
1942 übernahm Selke die Geschäfte der Maple Leafs, als Smythe für Kanada in den Zweiten Weltkrieg zog. In Abwesenheit von Smythe transferierte Selke Frank Eddolls zu den Montréal Canadiens und erhielt dafür Theodore Kennedy. Smythe erfuhr von diesem Transfergeschäft und war damit alles andere als einverstanden, da er Sympathien für Eddolls hegte. In den folgenden Jahren entwickelte sich aber Kennedy zu einem der besten Spieler der Maple Leafs, während Eddolls keine große Karriere starten konnte, weshalb Selke bei dieser Entscheidung richtig lag. Ein weiterer Punkt, der die beiden Freunde noch weiter auseinandertrieb, war die Freigabe des Maple Leaf Gardens durch Selke für Veranstaltungen, die nichts mit Eishockey zu tun hatten. Als Smythe 1945 aus Europa zurückkehrte, sah er sich einer großen Gruppe von Offiziellen der Maple Leafs gegenüber, die dafür plädierten, dass Frank J. Selke weiterhin als General Manager operieren sollte. Smythe kämpfte dagegen an und erhielt schlussendlich wieder die Kontrolle über das Team, doch seine Freundschaft mit Selke war zerstört. Selke verließ das Team 1946, nachdem es unter der Leitung Smythe-Selke drei Mal den Stanley Cup gewinnen konnte.
Kurz darauf übernahm er den Posten als General Manager bei den Montréal Canadiens, die der Erzfeind der Maple Leafs sind. In den 1950er Jahren blühte das Farmsystem auf, das er in Montréal aufgebaut hatte und viele große Talente gingen aus diesem hervor, wie Jean Béliveau, Dickie Moore oder Henri Richard.
1960 wurde Frank J. Selke in die Hockey Hall of Fame aufgenommen und beendete 1964 schließlich seine Karriere. Sechs Mal konnte Montréal unter seiner Führung als General Manager den Stanley Cup gewinnen. 1978 führte die NHL die Frank J. Selke Trophy ein, die jährlich an den Stürmer mit den besten Defensivqualitäten verliehen wird. 1985 starb Frank J. Selke im Alter von 92 Jahren.